# إدارة محفظة المشروع
إدارة محفظة المشروع هي الإدارة المركزية للعمليات والطرق والتقنيات التي يستخدمها مديرو المشاريع ومكاتب إدارة المشاريع لتحليل المشاريع الحالية والمقترحة وإدارتها بشكل جماعي بناءً على عدة خصائص أساسية. تهدف إدارة محفظة المشروع إلى تحديد مزيج الموارد المثالي للتسليم، ووضع جداول زمنية للنشاطات لتحقيق الأهداف العملياتية والمالية لمشاريع المنظمة بالشكل الأمثل، مع احترام القيود التي يفرضها العملاء، أو الأهداف الاستراتيجية، أو العوامل الخارجية الحقيقية. يحدد المعيار العالمي إطار عمل إدارة محفظة المشاريع.

## المقدرات الأساسية
تقدم إدارة محفظة المشروع للبرنامج أو مديري المشاريع في المنظمات الكبيرة أو المنظمات التي تعمل وفق برنامج أو مشروع ما الإمكانيةَ اللازمة لإدارة الوقت والموارد والمهارات والميزانية الضرورية لإنجاز جميع المهام المترابطة. تقدم إطار عمل لحل المشكلات وتخفيف المخاطر، بالإضافة إلى رؤية مركزية للمساعدة على تخطيط الفرق وجدولتها لتحديد المنهج الأسرع والأرخص والأكثر ملاءمة لتسليم المشاريع والبرامج. يحدد مديرو المحفظة مؤشرات الأداء الرئيسية والاستراتيجية الخاصة بمحفظتهم.

### إدارة المجريات
تتضمن إدارة المجريات خطوات لضمان إنشاء وتقييم عدد كافٍ من مقترحات المشاريع لتحديد ما إذا كان (وكيفية) بالإمكان تنفيذ عدد من المشاريع في المحفظة بموارد تطويرية محدودة في فترة زمنية معينة. توجد ثلاثة مكونات فرعية رئيسية: التصور، عمليات مأخذ العمل، ومراجعات نموذج الشلال. تُعتبر القدرة على تنظيم عملية اتخاذ القرار أمرًا رئيسيًا في إدارة المجريات لتقدير المشاريع الاستثمارية الرأسمالية الجديدة مع الخطة الاستراتيجية واختيارها.

### مدير الموارد
ينصب التركيز على الانتشار الفعال والمؤثر لموارد المنظمة حيثما ومتى وُجدت حاجة إليها. من الممكن أن تضمن هذه الموارد المواردَ المالية، والمخزون، والموارد البشرية، والمهارات التقنية، والإنتاج، والتصميم. بالإضافة إلى تخصيص الموارد على مستوى المشروع، بإمكان المستخدمين صياغة تصورات محتملة، ويتوسع هذا الأسلوب ليشمل المحفظة بأكملها.

### التحكم في التغيير
هو السيطرة على التغيير الذي قد يتضمن متطلبات وميزات ووظائف وقيودًا عملياتية وطلبات دورية وتعزيزات تقنية جديدة وتحديد أولويته. تقدم إدارة محفظة المشروع مستودعًا مركزيًا لطلبات التغيير هذه والقدرة على مطابقة الموارد المتاحة مع الطلب المتزايد في ظل القيود المالية والعملياتية للمشاريع الفردية.

### الإدارة المالية
مع إدارة محفظة المشروع، بإمكان مكتب التمويل تطوير دقته المتعلقة بتقدير الموارد المالية لمشروع أو مجموعة من المشاريع وإدارتها. بالإضافة إلى ذلك، يمكن تحديد قيمة المشاريع بالنظر إلى الأهداف والأولويات الاستراتيجية للمنظمة عن طريق الضوابط المالية وتقييم التقدم عن طريق القيمة المكتسبة والتقنيات المالية الأخرى للمشروع.

### إدارة المخاطر
هي تحليل حساسيات المخاطر الكامنة في كل مشروع، كأساس لتحديد مستويات الثقة في المحفظة. يمكّن دمج إدارة مخاطر التكلفة والجدولة مع تقنيات تحديد خطط الطوارئ والاستجابة للمخاطر المنظمات من اكتساب وجهة نظر موضوعية لمواطن الضعف الخاصة بالمشروع.

## تطور إدارة محفظة المشروع
في بدايات القرن الواحد والعشرين، أدرك العديد من موردي إدارة محفظة المشاريع أن خدمات الإبلاغ عن محفظة مشروعٍ ما توجهت فقط إلى جزء من حاجة كبيرة لإدارة محفظة المشاريع في السوق. ظهر جمهور آخر أكبر يتولى مناصب إدارية وتنفيذية أكبر من تنفيذ العمل المفصّل وإدارة الجداول، وتطلب تركيزًا أكبر على تطوير العملية وضمان قابلية استمرار المحفظة بما يتلاءم مع الأهداف الاستراتيجية الكلية. بالإضافة إلى ذلك، مع استمرار نمو حجم المحفظات ومجالها وتعقيدها وانتشارها الجغرافي، كانت هناك حاجة إلى المزيد من الوضوح في عمل المشروع في الشركة، مع تحسين استخدام الموارد وتخطيط القدرات.

## العلاقة مع إدارة البرامج والمشاريع
نظراً لأن إدارة محفظة المشروع تهتم بكامل الاستثمارات المتغيرة داخل المؤسسة ، فهناك علاقة حتمية مع كل من إدارة البرنامج وإدارة المشروع. المشروع عبارة عن تنظيم مؤقت تم إعداده لتقديم تغييرات على العمل كالمعتاد. قد يكون المشروع في بعض الأحيان جزءاً من برنامج. أما البرنامج فهو عبارة عن مجموعة من المشاريع المرتبطة ببعضها والتي تسهم في تحقيق فوائد للمنظمة.